# 布特鲁尔德酒店

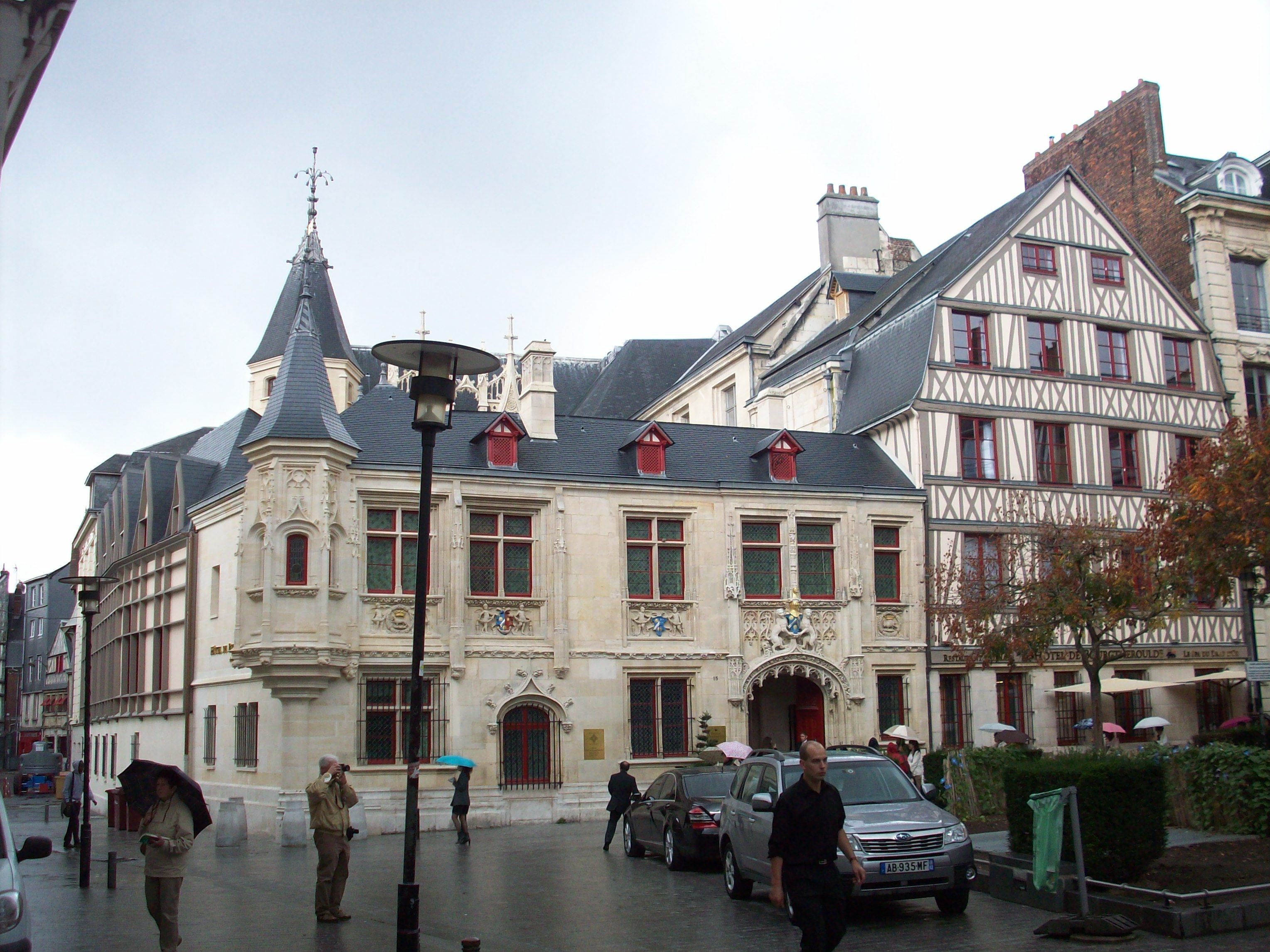
布特鲁尔德酒店

布特鲁尔德酒店（Hôtel de Bourgtheroulde）是法国诺曼底滨海塞纳省 鲁昂的一座历史建筑，位于鲁昂市中心的圣女贞德广场（place de la Pucelle）。

## 历史
原为建于十六世纪的贵族府邸，属于勒鲁家族，文艺复兴风格，建筑师彼埃尔-路易斯卡地亚。2010年4月改为一个5星级酒店，有78 间客房。

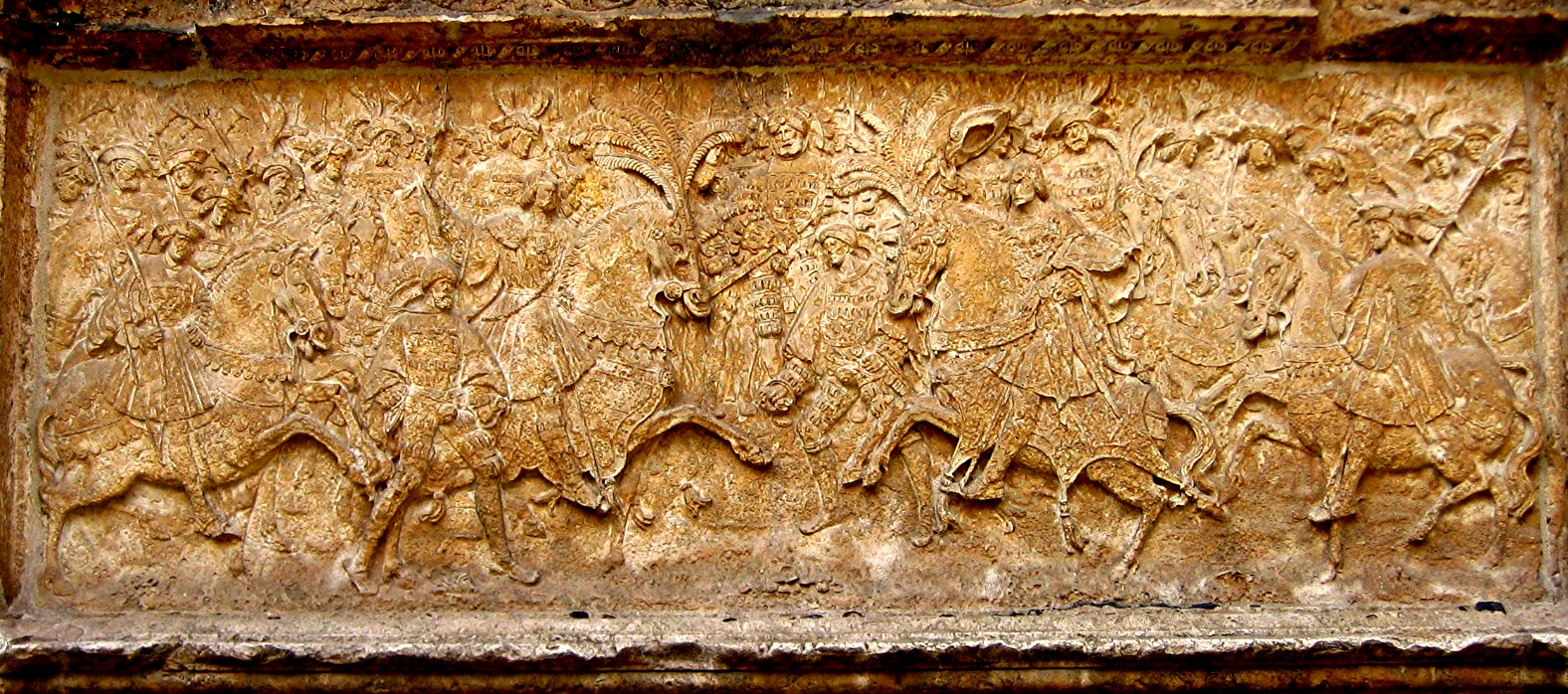

1924年1月11日列为法国历史古迹.